# Локгарт (Техас)
Локгарт (англ. Lockhart) — місто (англ. city) в США, в окрузі Колдвелл штату Техас. Населення — 14 379 осіб (2020).

## Географія
Локгарт розташований за координатами 29°52′43″ пн. ш. 97°40′59″ зх. д. / 29.87861° пн. ш. 97.68306° зх. д. (29.878552, -97.683106).  За даними Бюро перепису населення США в 2010 році місто мало площу 40,40 км², з яких 40,34 км² — суходіл та 0,06 км² — водойми.

## Демографія
Згідно з переписом 2010 року, у місті мешкало 12 698 осіб у 4098 домогосподарствах у складі 2927 родин. Густота населення становила 314 осіб/км².  Було 4527 помешкань (112/км²).
Расовий склад населення:
| - 73,0 % — білих - 9,4 % — чорних або афроамериканців - 0,8 % — корінних американців - 0,4 % — азіатів - 13,6 % — осіб інших рас |

До двох чи більше рас належало 2,7 %. Частка іспаномовних становила 51,1 % від усіх жителів.
За віковим діапазоном населення розподілялося таким чином: 25,4 % — особи молодші 18 років, 62,2 % — особи у віці 18—64 років, 12,4 % — особи у віці 65 років та старші. Медіана віку мешканця становила 35,7 року. На 100 осіб жіночої статі у місті припадало 94,8 чоловіків;  на 100 жінок у віці від 18 років та старших — 92,6 чоловіків також старших 18 років.
Середній дохід на одне домашнє господарство  становив 57 669 доларів США (медіана — 48 884), а середній дохід на одну сім'ю — 63 638 доларів (медіана — 54 549). Медіана доходів становила 37 465 доларів для чоловіків та 32 123 долари для жінок. За межею бідності перебувало 13,1 % осіб, у тому числі 19,2 % дітей у віці до 18 років та 18,4 % осіб у віці 65 років та старших.
Цивільне працевлаштоване населення становило 5396 осіб. Основні галузі зайнятості: освіта, охорона здоров'я та соціальна допомога — 24,1 %, роздрібна торгівля — 13,2 %, мистецтво, розваги та відпочинок — 9,6 %, науковці, спеціалісти, менеджери — 9,2 %.